# Pang Lin
Pang Lin, in cinese 庞林, (fl. II-III secolo), è stato un militare cinese.
Pang Lin era il fratello di Pang Tong e come lui era al servizio di Shu, con la carica di Zhi Zhong di Jingzhou. Partecipò con Huang Quan alla Campagna di Yiling e, sconfitto, passò insieme a Huang Quan a Wei. Venne nominato Li Hou, e più tardi fatto Governatore di Julu.
La moglie di Pang Lin era nata nella stessa prefettura della sorella di Xi Jing. Quando la famiglia Cao conquistò Jingzhou, Pang Lin venne separato da sua moglie, che si prese cura da sola della loro figlia. Dopo che si arrese a Wei con Huang Quan, si riunì con loro. Quando Cao Pi lo venne a sapere, pregò Pang Lin di essere un marito fedele, e gli inviò molti regali.